# Bullfrog Productions
Bullfrog Productions – brytyjski producent gier komputerowych działający w latach 1987–2001. Najbardziej znany ze swojej trzeciej produkcji – Populous – wydanej w 1989 roku.

## Historia
Firma została założona w 1987 roku przez Petera Molyneux i Lesa Edgara. Electronic Arts, wydawca Bullfroga, wykupił studio w styczniu 1995 roku. W 1994 roku Molyneux został wiceszefem Electronic Arts. Opuścił on Bullfrog we wrześniu 1997 roku zakładając Lionhead Studios. Ostatnie tytuły z logo Bullfroga zostały wydane w 2001 roku.

## Lista gier wyprodukowanych przez Bullfrog
- Seria Syndicate
  - Syndicate (1993)
  - Syndicate: American Revolt (1994)
  - Syndicate Wars (1996)
- Seria Dungeon Keeper
  - Dungeon Keeper (1997)
  - Dungeon Keeper 2 (1999)
- Seria Theme
  - Theme Park (1994)
  - Theme Hospital (1997)
  - Theme Park World (SimTheme Park w USA) (1999)
  - Theme Aquarium (2000)
  - Theme Park Inc (SimCoaster w USA) (2001)
- Seria Populous
  - Populous (1989)
  - Populous II:Trials of the Olympian Gods (1991)
  - Populous: The Beginning (1998)
- Seria Magic Carpet
  - Magic Carpet (1994)
  - Magic Carpet 2 (1995)
- Pozostałe gry
  - Fusion (1988)
  - Flood (1990)
  - Powermonger (1990)
  - Tube (1994)
  - Hi-Octane (1995)
  - Genewars (1996)

## Następcy
Wielu pracowników założyło własne firmy po opuszczeniu Bullfrog. Należą do nich:
- Lionhead Studios – założone przez Petera Molyneux, Marka Webleya i Tima Rance'a. Firma została zamknięta w 2016 roku[2]
- Mucky Foot Productions – założone przez Mike'a Disketta, Fina McGechie'ego i Guya Simmonsa. Firma została zamknięta w 2003 roku[3]
- Lost Toys – założone przez Glenna Corpesa, Jeremy'ego Longleya i Darrana Thomasa. Przed zamknięciem w 2003 roku studio wydało dwie gry: Ball Breakers/Moho i Battle Engine Aquila
- Media Molecule – wydawca serii LittleBigPlanet
- Intrepid Computer Entertainment – założone przez Joea Ridera i Matta Chiltona. Zamknęte w 2004, pracownicy przenieśli się do Lionhead Studios
- Big Blue Box Studios – założone przez programistów Simona i Dene'a Carter oraz Iana Lovetta. Studio zostało połączone z Lionhead Studios

Kilka gier Bullfrog doczekało się duchowych następców. War for the Overworld i Startopia są wzorowane na Dungeon Keeper, Hospital Tycoon porównuje się do Theme Hospital, a Two Point Hospital wydany w 2018 roku uważa się za jego duchowego następcę, Satellite Reign uważa się za duchowego następcę serii Syndicate.
W październiku 2013 Jeff Skalski z Mythic Entertainment wydał remake free-to-play Dungeon Keeper dla platform mobilnych. W grudniu 2011 wydano remake freemium Theme Park na iPhone'a i iPada.